# Bloque de búsqueda
El denominado Bloque de búsqueda fue una unidad de operaciones especiales de la Policía Nacional de Colombia y del Ejército Nacional de Colombia, creado por el gobierno de Virgilio Barco en agosto de 1989, conocido en ese momento como Grupo Élite de la Policía. Se conformó el grupo con 450 hombres del Ejército Nacional y de la Policía Nacional, más 50 miembros de inteligencia. Después de la fuga de Pablo Escobar de la prisión de La Catedral este se reactivó nuevamente como el Bloque de Búsqueda.

## Historia

### Golpes al Cartel de Medellín
El Bloque -con este nombre- fue creado en 1992 por el gobierno de César Gaviria, con el propósito específico de capturar vivo o muerto al narcotraficante y capo del Cartel de Medellín Pablo Escobar, quien se fugó de la lujosa prisión de La Catedral. También pretendía la captura de sus socios más cercanos. Sin embargo, el Bloque de Búsqueda había sido activado originalmente en 1989, para enfrentar al cartel de Medellín, con el nombre inicial de Grupo Élite. Así operaría hasta mediados de 1991, cuando dejó de funcionar en respuesta a la entrega de Pablo Escobar. Pero la fuga del capo precipitó su reactivación en agosto de 1992, con la misma línea de mando del Grupo Élite.
Su comandante original fue el coronel Hugo Martínez Poveda. Los miembros recibieron entrenamiento de parte de la Fuerzas Especiales del Ejército de los Estados Unidos y fueron seleccionados por no presentar sospechas en su contra respecto a la corrupción policial, contar con la seguridad de no permeabilidad frente a los sobornos pagados por los carteles de narcotráfico y por no tener ningún contacto con los diferentes carteles.
Durante el transcurso de su misión, el Bloque de Búsqueda debería enfrentar variados obstáculos, tales como la presencia de un espía infiltrado dentro del mismo, y acusaciones de colaboración con el grupo armado irregular conocido como los Pepes (sigloide de “Perseguidos por Pablo Escobar”). En este último caso, surgieron interrogantes respecto de las sospechosas muertes de algunos subordinados de Escobar, las cuales habrían sido cometidas por los Pepes enrolados dentro de las propias filas del Bloque de Búsqueda. Esas sospechas acerca de justicia por mano propia llevaron a que la Embajada de los Estados Unidos en Bogotá pusiese momentáneamente en duda su apoyo a esta operación, la cual consistía en la provisión de una pequeña avioneta equipada con un sofisticado sistema de intercepción de comunicaciones a bordo, con el objetivo de rastrear y determinar -dentro del Área Metropolitana de Medellín- la ubicación exacta desde donde Pablo Escobar se comunicaba telefónicamente con sus familiares, socios o allegados. De esa forma, mientras Pablo hablaba por teléfono con su propio hijo (con el propósito de concertar o en su defecto triangular una entrevista clandestina con una periodista), el Bloque finalmente lograría dar con su paradero el 2 de diciembre de 1993, cuando este último terminaría muerto después de un breve intercambio de disparos con policías pertenecientes al mismo.
Luego del eventual desmantelamiento del Cartel de Medellín a partir del súbito fallecimiento de su líder máximo, el Bloque de Búsqueda en Medellín fue denominado "Cuerpo Antinarcóticos del Valle del Aburra". 
Como Grupo Elite
- 23 de noviembre de 1989: operativo relámpago en la hacienda El Oro, de Cocorna (Antioquia). Escobar logró escapar, pero mueren dos de sus lugartenientes ―uno de ellos su cuñado, Mario Henao Vallejo―, y 55 fueron detenidos.
- 15 de diciembre de 1989: Operación Apocalipsis I. En zona rural entre los municipios de Tolú y Coveñas, Gonzalo Rodríguez Gacha, el número 2 del cartel es abatido junto a su hijo Freddy Rodríguez y Gilberto Rendón Hurtado Alias yuca rica (este último considerado el número 8 del cartel).
- 14 de junio de 1990: En un apartamento en el barrio El Poblado de Medellín es eliminado el jefe de sicarios de Escobar, John Jairo Arias Tascón alias Pinina.
- 12 de agosto de 1990: es abatido Gustavo Gaviria Rivero, primo y mano derecha de Pablo Escobar.
- 21 de enero de 1991: en un doble operativo adelantado en Medellín y Rionegro son abatidos dos de los hermanos Prisco Lopera miembros y jefes de Los Priscos.

Como Bloque de Búsqueda
- 28 de octubre de 1992: Brances Muñoz Mosquera alias Tyson, uno de los jefes militares del Cartel, es abatido.
- 27 de noviembre de 1992: Abatido Johny Rivera Acosta "el Palomo" y dos guardaespaldas en Itagüí (Antioquia).
- 1 de marzo de 1993: Es abatido Hernán Darío Henao “HH”, jefe de seguridad del cartel de Medellín y primo político de Escobar.
- 19 de marzo de 1993: Es abatido luego de un nutrido tiroteo contra el Bloque de búsqueda, Mario Alberto Castaño Molina “El chopo”, jefe de sicarios de Pablo Escobar (luego de la muerte de "Pinina").
- 6 de octubre de 1993: Cae Alfonso León Puerta Muñoz El Angelito, último miembro de importancia del ala militar del cartel de Medellín.
- 2 de diciembre de 1993: Es abatido en Medellín, Pablo Escobar , "El Patrón". Junto a él muere su guardaespaldas, Álvaro de Jesús Agudelo (alias El Limón). Es el fin del Cartel.

### Golpes al Cartel de Cali
El Bloque de Búsqueda fue transferido a Cali en 1994, con el propósito de combatir al Cartel de Cali teniendo como primer golpe la captura del jefe de finanzas de la organización Guillermo Pallomari seguido un año después con las capturas de los hermanos Miguel Rodríguez Orejuela y Gilberto Rodríguez Orejuela, la muerte de José Santacruz Londoño, y la presión ejercida hacía Hélmer Herrera Buitrago causando su entrega a la justicia al igual que su socio Víctor Patiño Fómeque.

### Contra el Cartel del Norte del Valle
El Bloque de Búsqueda fue reactivado en 1996 y en 2004, para combatir a traficantes de cocaína y heroína que operaron en el sudoeste de Colombia. La entonces nueva misión del mismo fue enfocarse en el llamado Cartel del Norte del Valle y arrestar a su líder, Diego León Montoya Sánchez.

### Actualidad
El Bloque de Búsqueda sigue siendo unidad activa de la Policía Nacional, pero solo se activa en momentos o circunstancias especiales, como un grupo armado, grupo delincuencial o criminal que se considere objetivo de alto valor o de carácter especial. La mayoría de personal son de las unidades de operaciones especiales como el GOES, COPES, COMANDOS JUNGLA, COR, entre otros. También por unidades de inteligencia, contrainteligencia e investigación criminal, como la DIJIN, SIJIN, SIPOL y DIPOL. Después de cumplir la misión contra estos grupos y haber asegurado su desaparición, el personal vuelve a sus unidades y comandos operativos hasta que sean nuevamente convocados. Es con esto que el Bloque de Búsqueda no es una unidad permanente dentro de la institución.
El Bloque de Búsqueda, por orden del presidente Iván Duque, se activó en 2022 contra el Clan del Golfo, esto tras un paro armado que se presentó en alguna zonas del país tras la captura de Otoniel.

## En la cultura popular
- La serie televisiva Bloque de búsqueda.

## Nota
- Esta obra contiene una traducción  derivada de «Search Bloc» de Wikipedia en inglés, publicada por sus editores bajo la Licencia de documentación libre de GNU y la Licencia Creative Commons Atribución-CompartirIgual 4.0 Internacional.

- Datos: Q7441623